# Гольдман, Нахум
Нахум Гольдман (ивр. נחום גולדמן‎ — Нахум Гольдман; 10 (22) июня 1895, Вишнево, Ошмянский уезд,  Виленская губерния — 29 августа 1982, Бад Райхенхаль) — немецкий лидер сионизма, публицист, основатель и третий президент Всемирного Еврейского Конгресса.

## Биография
Родился в Вишнево Виленской губернии, ныне Минская область, Белоруссия в семье учителей и писателей. Когда Нахуму было шесть лет семья переехала во Франкфурт.
Учился в университетах Гейдельберга, Марбурга и Берлина. В 1913 году он посетил Палестину на четыре месяца, а в следующем году опубликовал свои впечатления в своей книге «Эрец Исраэль, Путевые письма из Палестины». Во время Первой мировой войны он работал в информационном отделе Министерства иностранных дел Германии.
В 1935 году по нацистским Нюрнберским законам он был лишен немецкого гражданства и стал гражданином Гондураса благодаря вмешательству французского министра Луи Барту. Позже он эмигрировал в США, поселившись в Нью-Йорке, где несколько лет представлял Еврейское агентство.
В 1952 году по поручению премьер-министра Израиля Давида Бен-Гуриона Гольдман провел переговоры с канцлером Западной Германии Конрадом Аденауэром по соглашению о репарациях, в результате которого Израилю и евреям, пережившим Холокост, было выплачено около 822 миллионов долларов.